# Leucochlaena muscosa
Leucochlaena muscosa là một loài bướm đêm trong họ Noctuidae.